# Shimaki Kensaku
Pour les articles homonymes, voir Kensaku.
Shimaki Kensaku (島木 健作), 7 septembre 1903 – 17 août 1945, est le nom de plume de Asakura Kikuo (朝倉 菊雄), écrivain japonais actif durant l'ère Shōwa.

## Jeunesse
Shimaki Kensaku naît à Sapporo dans le Hokkaidō en 1903. Son père meurt quand il n'a encore que deux ans et il est élevé par sa mère. Il est contraint de quitter l'école primaire afin de travailler pour soutenir sa mère et parvient à poursuivre ses études en obtenant des petits boulots dans une école secondaire locale et dans une bibliothèque.

## Engagement politique radical
Shimaki entre à l'Université impériale du Tōhoku à Sendai en 1925, mais en raison de son extrême pauvreté est à peine capable de subvenir à ses besoins et il contracte une tuberculose pulmonaire. C'est durant cette période qu'il est attiré par le mouvement ouvrier radical. Il quitte l'université et rejoint un mouvement agraire gauchiste à Shikoku. En 1927, ce flirt avec le socialisme se fait plus radical quand il s'engage en tant que membre actif du Parti communiste japonais.
Lorsque le mouvement communiste est interdit et contraint à la clandestinité, Shimaki est arrêté à l'occasion d'une rafle des communistes dans tout le pays (l'incident du 15 mars 1928) et forcé à renoncer à ses convictions communistes afin d'être libéré de prison. Cependant, il semble que son renoncement politique n'ait pas été sincère car il est de nouveau arrêté en 1929, cette fois-ci dans le cadre des lois de préservation de la paix. Shimaki reste emprisonné jusqu'en mars 1932 quand sa tuberculose s'aggrave et qu'il est mis en liberté conditionnelle pour raisons de santé. Il demeure pendant un certain temps dans le quartier Hongō de Tokyo avec son frère (qui tient une libraire) et il essaye d'apprendre l'anglais.

## Carrière littéraire
Bien que dans sa jeunesse Shimaki a publié une éphémère revue littéraire intitulée Kunugi no Mi (« Gland », 1918), comprenant des tanka et des essais rédigé sous le nom de plume « Asakura Tengai », sa carrière littéraire ne commence véritablement qu'après avoir été libéré de prison pour la deuxième fois.
En 1934, Shimaki publie son premier ouvrage Rai (« Léproserie »), un roman qui paraît sous forme de feuilleton dans le magazine Bungaku Hyōron (« Revue littéraire »). Basé sur son expérience en prison, le roman est bien reçu par la critique. Shimaki écrit ensuite Mōmoku (« Cécité ») dans la revue littéraire Chūōkōron et qui affirme sa position d'écrivain.
Shimaki réside à Kamakura dans la préfecture de Kanagawa à partir de 1937 et fait partie d'un cercle social et littéraire qui comprend Kawabata Yasunari, Kobayashi Hideo et Jun Takami. Cependant, son premier roman, Saiken (« Reconstruction », 1937) est interdit par la censure gouvernementale car il dépeint avec bienveillance un homme condamné pour ses convictions de gauche. Shimaki a l'intention d'écrire une suite dans laquelle l'homme rejette le marxisme, mais il n'en a pas la possibilité. Il écrit à la place Seikatsu no tankyū (« En quête de la vie », 1937), qui est bien accueilli par les autorités car il dépeint des personnages ayant une vie productive en dépit des conditions difficiles au cours d'une situation d'urgence nationale.
Il se rend dans le Mandchoukouo en 1939 et tire de sa visite un récit de voyage, Manshū kikō (« Carnet de voyage Manchourian », paru en 1940).
Shimaki meurt de la tuberculose en 1945 deux jours seulement après la reddition du Japon à l'âge relativement jeune de 41 ans. Yasunari Kawabata lit son éloge funèbre à ses obsèques. Sa tombe se trouve au temple Jōchi-ji à Kamakura.

## Liste des œuvres traduites en français
- La Roussette (赤蛙), dans Les Ailes La Grenade Les Cheveux blancs et douze autres récits (1945-1960), nouvelle traduite par Pascale Montupet, Editions Le Calligraphe-Picquier, 1986 (réédition Philippe Picquier, 1991) ; Anthologie de nouvelles japonaises (Tome II - 1945-1955) - Les Ailes La Grenade Les Cheveux blancs, Picquier poche, 1998
- Le Chat noir (黒猫), dans Anthologie de nouvelles japonaises contemporaines (Tome II), nouvelle traduite par Marc Mécréant, Gallimard, 1989.

## Source de la traduction
- (en) Cet article est partiellement ou en totalité issu de l’article de Wikipédia en anglais intitulé « Shimaki Kensaku » (voir la liste des auteurs).
- Notices d'autorité :   - VIAF
  - ISNI
  - BnF (données)
  - IdRef
  - LCCN
  - GND
  - Japon
  - CiNii
  - Pays-Bas
  - Israël
  - Norvège
  - Croatie
  - Corée du Sud
  - WorldCat